# 5743 (année hébraïque)
5743 (hébreu : ה'תשמ"ג , abbr. : תשמ"ג) est une année hébraïque qui a commencé à la veille au soir du 18 septembre 1982 et s'est finie le 7 septembre 1983. Cette année a compté 355 jours. Ce fut une année simple dans le cycle métonique, avec un seul mois de Adar. Ce fut la troisième année depuis la dernière année de chemitta.
En l'an 5743, l'État d'Israël a fêté ses 35 ans d'indépendance.

## Calendrier
Ce calendrier hébraïque de l'année 5743 donne les correspondances avec les dates du calendrier grégorien.
Le premier nombre dans chaque case correspond au jour du mois hébraïque. Les jours en couleurs sont des jours remarquables juifs ou israéliens.
| ◄◄ | 5743 | ►► |

## Événements
- Amine Gemayel, frère de Bachir, est élu président de la République du Liban. Il favorise la reconstruction d’une armée nationale et s’appuie sur la Force multinationale. Mais les milices soutenues par Damas reprennent le combat et l’accord de paix avec Israël n’est pas ratifié par le Parlement. L’occupation israélienne s’enlise jusqu’à son départ en 1984 face aux actions des chiites (milice Amal de Nabih Berri et Hezbollah) et du Front de la résistance nationale libanaise.
- 400 000 manifestants israéliens demandent la démission du Premier ministre Menahem Begin.
- Le quartier général israélien à Saïda est détruit par une explosion qui cause la mort de 75 Israéliens.
- Le rapport de la commission d’enquête Kahane entraîne la démission d’Ariel Sharon en mars.
- Accord de paix entre le Liban et Israël. Il se fonde sur le modèle du traité avec l’Égypte, mais ne peut être appliqué en raison de l’occupation du Liban par les troupes syriennes. Le gouvernement libanais le dénoncera l’année suivante. La force multinationale assure le retrait de l’armée israélienne de Beyrouth, effectif le 26 septembre.
- Démission de Menahem Begin, premier ministre israélien[1].
- Le retrait israélien sans préparation de la région du Chouf ouvre la voie au massacre de chrétiens par les Druzes[2]. L’amitié entre Israël et les maronites en est menacée. Les druzes marchent sur Beyrouth. L’armée libanaise, commandée par le colonel Michel Aoun, parvient à arrêter l’offensive druze sur Beyrouth.

## Naissances
- Robert Coppola Schwartzman
- Mila Kunis
- Andrew Garfield

## Décès
- Aryeh Kaplan
- Émile Grunzweig